# Zamarada polymnia
Zamarada polymnia là một loài bướm đêm trong họ Geometridae.